# Pycreus atronervatus
Pycreus atronervatus är en halvgräsart som först beskrevs av Johann Otto Boeckeler, och fick sitt nu gällande namn av Charles Baron Clarke. Pycreus atronervatus ingår i släktet Pycreus och familjen halvgräs.
Artens utbredningsområde är Etiopien. Inga underarter finns listade i Catalogue of Life.